# Kosmos 1074
Kosmos 1074 (ros. Космос-1074) – bezzałogowy lot kosmiczny w ramach programu Sojuz. Był to drugi lot nowego modelu Sojuz-T. Misja trwała 60 dni, w czasie jej trwania statek wykonał sześć manewrów orbitalnych; zakończyła się lądowaniem 1 kwietnia 1979.